# サイプレス (カリフォルニア州)
サイプレス（Cypress）は、アメリカ合衆国カリフォルニア州のオレンジ郡にある都市。人口は5万0151人（2020年）。ロサンゼルスの郊外都市である。

## 概要
市名はこの地域でよく見られる「アメリカヒノキ」から来ている。秋になると内陸部の砂漠から吹く風を和らげる防風林として植林されている。この季節風は非常に乾燥しており、しばしば大規模な山火事を発生させる。1956年に法人化した時の市名は「デアリーシティ」だった。酪農（Dairy）が盛んだったからである。しかし急激なベッドタウン化により牧場は姿を消したため市名を変更した。